# Postgeschichte und Briefmarken Sachsens
Dieser Artikel behandelt Sachsens Postgeschichte und Briefmarken vom Botenwesen bis zum Übergang in die Verwaltung des Norddeutschen Bundes 1868.

## Botenpost

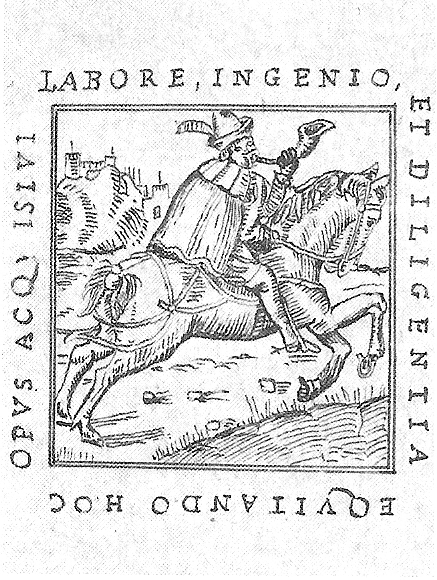
Postreiter, Italien, 1563

Die ersten Spuren eines Postwesens in Sachsen findet man gegen Ende des 15. Jahrhunderts. Es bildete sich damals ein rein behördliches Botensystem aus, zu dem das Publikum keinen Zugang hatte.
Leipzig hatte, wie die Hanse und der schwäbische Bund, seine Botenverbindungen mit Augsburg, Nürnberg, Braunschweig, Cölln an der Spree (Berlin), Dresden, Magdeburg, Hamburg, Prag und Wien eingerichtet.
1498 hatte Albrecht der Beherzte (1443–1500), er war Statthalter in Westfriesland, eine regelmäßige Botenverbindung zu seinem Stammland Meißen eingerichtet. Sein Nachfolger Georg der Bärtige (1471–1539) hielt den Kurs aufrecht, bis er 1515 die Statthalterschaft in Friesland niederlegte. Die Botenverbindung beförderte keine privaten Korrespondenzen.
1560 wurde die erste Post-Landkarte entworfen. Das Meilenrädlein des Mechanikers Joh. Magdeburger war an einem Wagen befestigt und diente der Feststellung der Entfernung.
Noch besorgte man seine Briefe durch besondere Boten. Reitende Boten, Kuriere und Estafetten gab es schon früher. Schließlich stand man mit den Höfen von Braunschweig und Hessen in Verbindung.
1563 verordnet Kurfürst August von Sachsen (1526–1586) die Abschaffung der so genannten „Lehnklepper“ und die Einrichtung einer sächsischen Hofpost durch fest angestellte „uniformierte Postbereiter“ mit regelmäßigen Postritten auf bestimmten Strecken neben dem städtischen Botenwesen. 1574 wurde einer dieser reitenden Boten, Salomon Felgenhauer, zum Postmeister von Dresden ernannt und damit zum Leiter der Hofpost. Die Hofpost war nicht für die Öffentlichkeit bestimmt, sondern nur für die Beförderung der dienstlichen Korrespondenz zwischen Zentral- und Unterbehörden (Ämter) beschränkt.
Im Jahr 1590 ernannte der Rat der Stadt Leipzig Martin Lange zum Botenmeister, der in der „Safranwage“ seinen Dienst verrichtete. Am 4. Februar 1608 erließ der Rat eine Botenordnung, worin u. a. bestimmt wurde, dass der Botenmeister alle ankommenden Briefe, die binnen zwei Stunden nicht abgeholt wurden, durch Boten gegen eine Bestellgebühr von 3 Pfennigen austragen zu lassen habe.
Unter dem Kurfürsten Johann Georg I. (1585–1656) hatte sich das Postwesen weiterentwickelt. Die Posten waren vermehrt und in Leipzig statt eines Botenamtes ein Postamt errichtet worden. Erster Postmeister war Johann Sieber, der die Fußpost von Leipzig über Dresden nach Prag besonders förderte. 1616 fuhr die erste „ordinari Post“ zwischen Leipzig und Frankfurt am Main. 1633 entließ man Sieber aus dem Amt des Postmeisters und übertrug ihm die landesherrliche Post gegen eine Pacht von 1.500 Gulden. Siebers Nachfolger Mühlbach zahlte 500, später 800 und dann 1.000 Gulden. Die 1625 eingerichtete Botenpost von Leipzig nach Dresden wurde 1652 als reitende Post eingerichtet, die danach in eine Kaleschenpost umgewandelt zu werden.
Kurbrandenburg unterhielt eine Kanzlei-Post von Berlin über Nürnberg, Regensburg und Eger nach Prag. Mühlbach richtete am 20. Januar 1653 eine eigene Botenpost über Eger nach Regensburg ein. Natürlich kam es auch hier zu Misshelligkeiten, mit Brandenburg aber auch mit Thurn und Taxis.
Die erste landesherrliche Verordnung über das Postwesen erging am 30. April 1661. Dreißig Jahre später begegnet man dem ersten Post-Dienst-Siegel, es zeigt das kursächsische Wappen und die Umschrift „Churf. Sächs. ober Postambt Leipzig“. Im Jahr 1683 war im Türkenkrieg bereits die erste sächsische Feldpost mit einem Beamten in Tätigkeit, der letzte 1866.
Gottfried Egger, der nächste Pächter der Post, erwirke 1681 ein Edikt, welches das Postwesen zur Oberhoheit und als Landesregal erklärte.
1693 schlug Kurfürst Friedrich III. von Brandenburg eine Universal-Vereinigung der Posten vor. Berlin hob die fahrende Post von Berlin nach Wittenberg auf und verlegte diesen Kurs von Zerbst nach Halle. 1699 kam der Vertrag zustande, man einigte sich auf die Grenzpunkte Cöthen, Großkugel, Wittenberg und Zerbst. Die brandenburgische Post von Halle nach Jena blieb bestehen. Sachsen übernahm die Diplomatenpost zwischen Berlin und Regensburg.

## Fahrende Post

Früher chursächsischer Postwagen, ungefedert

Die Fahrende Post war in der Lage, nicht nur Briefe, sondern auch Personen und schwere Gegenstände zu transportieren.
Vor allem in der Anfangszeit oder bei starkem Fahrgastaufkommen als Beiwagen hatten die Wagen durchaus nicht immer die Qualität, die man aus Abbildungen des 19. Jahrhunderts kennt. 
Die chursächsische Post setzte Frachwagen ein, die mit einer gelb getünchten Plane überdeckt waren und in der Mitte einen Kutschkasten für 
2 bis 4 Personen hatte. Je nach Ladung wurde sie mit 2 bis 7 Pferden bespannt. Seit 1739 benutzte man einen leichteren, halbverdeckten Wagen. 
Die unbequemen Wagen, zunächst noch keine Kutschen, wurden von den Reisenden sarkastisch „Landkutsche“ oder auch „gelbe Kutsche“ genannt. So schrieb Justus Zachariae 1770: „Wen das Schicksal verdammt hat auf einer Küchenpost zu fahren, wenn der unbequeme Wagen bey Sturmwind, und Sonnenschein, und Regen, immer gleich langsam fortgekrochen ist, endlich sich freut, wenn er nach vielen tödtlich langweiligen Stunden irgendwo in der menschenleeren Gegend ein Licht entdeckt, und ihm jedes schlechte Wirthshaus mit einem Strohdach herrlicher vor kömmt, als ein prächtiges Schloss.“

## Verpachtung der Landespost
Die vielen und bedeutenden Postanstalten im Lande sowie die so wichtig gewordenen Beziehungen zu den benachbarten Poststaaten machte die Einrichtung einer Oberpostbehörde dringend erforderlich. Kurfürst Johann Georg IV. (1668–1694) genehmigte in einem Edikt vom 24. Februar 1693 und der Post- und Taxordnung vom 13. und 19. Mai in § 2 die Umwandlung des Ober-Postamts in Leipzig zur Ober-Postbehörde von Kursachsen. Sein Nachfolger Kurfürst Friedrich August, der Starke (1670–1733) ernannte Jacob Heinrich von Flemming zum Erb-General-Postmeister, ihm folgte sein Bruder Joachim Friedrich, während ersterer das Postwesen für 160.000 Taler an den Kurfürsten verkaufte.
Das Kammer-Kollegium übertrug daraufhin dem Ober-Postmeister Jacob Kees das gesamte Postwesen auf sechs Jahre gegen eine Pacht von 12.000 Talern. Sein Nachfolger Johann Jakob Kees zahlte ebenfalls 12.000 Taler Pacht und erhielt den Titel „Kurfürstlicher Kommerzienrat“. Er führte eine Postkutschen-Verbindung, zunächst von Leipzig nach Dresden, ein. Am 1. Juli 1712 legte er die Verwaltung des Ober-Postamts nieder und erhielt eine Abfindung von 150.000 Talern und den Titel „Hof- und Justiz-Rat“.

## Landespost
1712 hatte das Kollegium erneut die Obersicht über das Landespostwesen. Der Ober-Post-Kommissär Christian Leonhardi wurde mit der Leitung betraut. Leonhardi arbeitete eine Postordnung aus, die zum 27. Juli 1713 erschien. Es richtete mehrere neue Postkurse ein. Der wichtigste Kurs ging von Leipzig über Kassel und Münster nach Holland. Sein Nachfolger (1715) wurde Hofrat Paul Vermehren. Er machte sich um die geometrische Vermessung sämtlicher Poststraßen verdient, eine Aufgabe die 1721 abgeschlossen werden konnte. 1722 begann in Sachsen die Aufrichtung steinerner, die Entfernung von 1, ½ und ¼ Postmeilen bezeichnenden Postmeilensäulen. Und dann verhinderte der Hofrat noch die Verlegung des Ober-Postamts von Leipzig nach Dresden. Nach seinem Tode (1731) wurde der Posten nicht wieder neu besetzt. Die Ober-Postbehörde erhielt eine kollegiale Verfassung und wurde dem Finanzministerium in Dresden unterstellt.
Es liegt ein Postbericht aus dem Jahre 1776 vor. Demnach brauchte die Fahrpost von Hannover bis Leipzig (bei günstiger Witterung) 3 Tage und 3 Nächte. Der Fahrpreis, auf 29 Meilen berechnet, betrug 6 Taler, 14 Groschen. Hinzu kam das Wagenmeistergeld von 2 Groschen bei jeder Abfahrt, wenn das Gepäck umgeladen worden war. War das nicht der Fall, erhielt der Wagenmeister und der Postillion je 1 Groschen. Zu Anfang des Jahrhunderts wurden Eil- oder Schnellwagen eingeführt, die Straßen verbessert und die Auslandsverbindungen besser geregelt und vermehrt.
Zum Ober-Postamt in Leipzig gehörten nicht die sächsischen Postanstalten in der Oberlausitz. Hier hatte sich um 1678 eine eigene Post entwickelt die später vom Ober-Postamt Bautzen geleitet wurde. Dies änderte sich erst am 1. April 1816, infolge der Teilung des Königreiches Sachsen auf dem Wiener Kongress 1815. Weitere sächsische Postanstalten bestanden in den Fürstlich reußischen Landen in Gera und Schleiz, im Herzogtum Sachsen-Coburg-Saalfeld in Pößneck, Saalfeld und Gräfental, in den schwarzburgischen Landen zu Rudolstadt, Königssee, Frankenhausen, Sondershausen und Greußen und im Herzogtum Sachsen-Weimar in Weimar, Buttelstädt, Ilmenau und Allstedt. Sie bestanden bis zum 1. Juli 1816. Das herzoglich sachsen-altenburgische Postwesen verwaltete Sachsen schon früher bis 1784. Damals übernahm die Herzogliche Kammer in Altenburg ihre Posten, übertrug sie aber 1817 dem Fürsten von Thurn und Taxis. Seit dem 1. August 1847 wurde die Ausübung des Postregals wiederum der Krone Sachsen überlassen.
Sachsen war einer der ersten Staaten, die dem Deutschen Postverein (1. Juli 1850) beitraten. Es umfasste das Ober-Postamt in Leipzig als obere Postbehörde, das Hof-Postamt in Dresden, 129 Postämter, Posthaltereien und Post-Expeditionen.

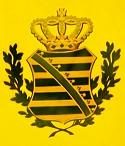
Wappen der königlich-sächsischen Post an einer Postkutsche

Mitte der 1820er Jahre wurde der sächsische Postwagenpark erneuert. 1824 wurden in Dresden und Leipzig die ersten Briefkasten angebracht. Briefkasten gab es bald auch in den anderen Städten und auf dem Lande, ab 1862 hingen sie sogar an den Postkutschen. 1829 erfolgte die Einrichtung von Stadtposten und Briefsammlungen in Dresden und Leipzig. 1859 wurde die allgemeine Landpost eingeführt. Mit ihr sollte die Postversorgung flächendeckend im ganzen Lande erreicht werden.
Das königlich-sächsische Postgebiet erstreckte sich auch auf das Herzogtum Sachsen-Altenburg und umfasste 2.225.240 Einwohner. Im Jahre 1865 gab es 232 Postämter und Expeditionen, 4 fahrende Eisenbahn-Postämter, 3 Briefsammlungen, zusammen also 251 Postanstalten. Hinzu kamen noch 70 Posthaltereien. Dazu waren 819 Postbeamte, 1149 Unterbeamte, 83 Kondukteure und 464 Postillione beschäftigt. Es gab 603 Postwagen und Schlitten.
So gut vorbereitet ging das sächsische Postwesen zum 1. Januar 1868 in der Norddeutschen Bundespost auf.

## Briefmarken

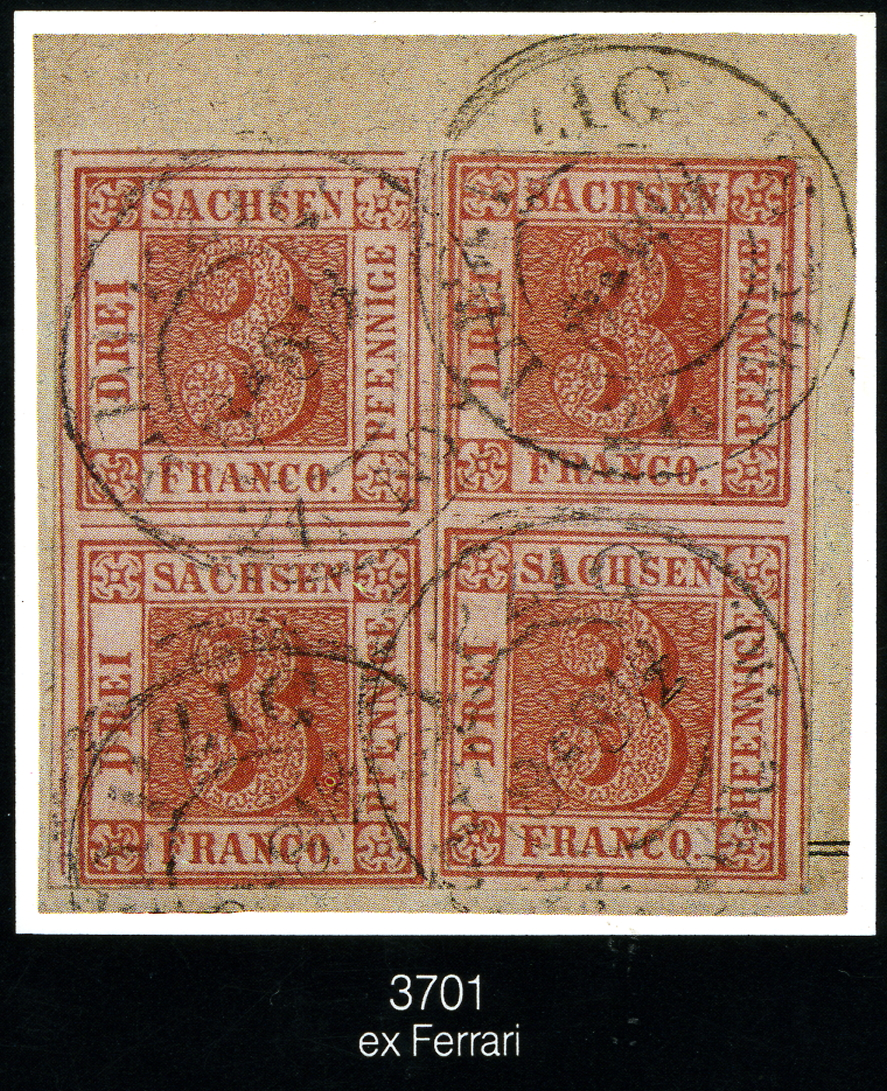
Zwei Paaren 3 Pfennige ex Ferrari-Sammlung

Am 1. Juli 1850 wurde das erste sächsische Postwertzeichen herausgegeben. Der Wert zu 3 Pfennigen, der so genannte Sachsendreier, war viereckig und zeigte in der Mitte auf „gewässertem“ Grunde die Ziffer „3“, eine Wertangabe, die sich in Buchstaben „DREI“ links und „PFENNIGE“ rechts wiederholten, während oben das Wort „SACHSEN“ und unten „FRANCO“ zu lesen waren. Die Marken waren rot auf weiß gedruckt.

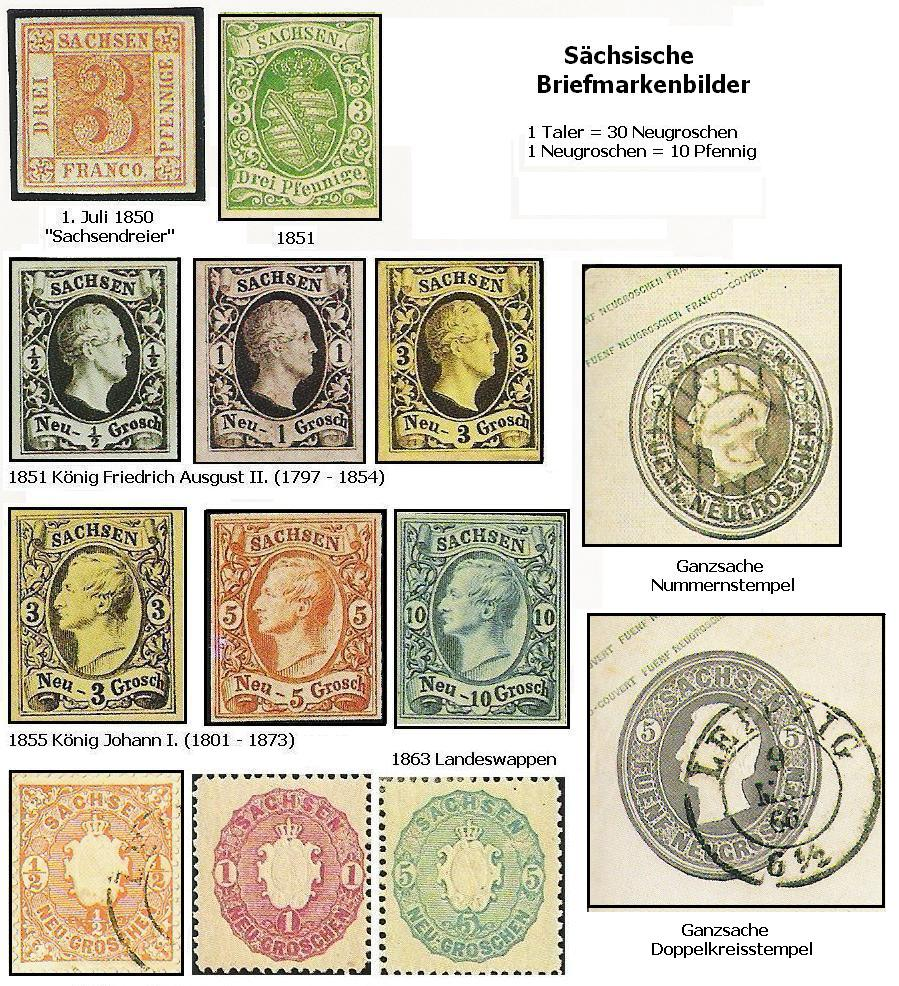
Sächsische Briefmarkenbilder

1851 wurde der „Sachsendreier“ von einem Wert mit neuem Motiv abgelöst. Diese Briefmarke zeigt in grünem Druck auf weißen Papier das sächsische Wappen, darüber das Wort „SACHSEN“ und darunter der Angabe des Wertes „DREI PFENNIGE“ sowie an beiden Seiten den Wert als Ziffer. Wenige Tage später schmückten weitere Marken das Bildnis des Königs Friedrich August II. (1797–1854), der König schaut nach rechts. Auf einem Band darüber „SACHSEN“ darunter die Angabe „NEU ½ GROSCHEN“ bzw. 1, 2 oder 3 Neugroschen. Die Marken zu 2 Neugroschen erschienen 1852 in veränderten Farbe.
Nach dem Tode des Königs wurde das Porträt ausgewechselt: ab 1855 blickt König Johann (1801–1873) nach links, 1856 kamen die Werte zu 5 bzw. 10 Neugroschen hinzu.
1863 kamen Marken mit neuen Motiven an die Postschalter. Der Wert zu drei Pfennig bzw. ½ Neugroschen zeigt in dem Mitte das Wappen Sachsens als Relief in einem verzierten doppelten Oval, oben steht „SACHSEN“, unten „PFENNIGE“ bzw. „NEUGROSCHEN“ und in einem erneuten Oval rechts und links im Doppeloval der Wert als Ziffer, der sich direkt unter dem Wappen und an den vier Ecken wiederholt. Bei den höheren Werten war das Doppeloval verspielter und auch runder. Die Ecken waren nicht ausgestaltet.
1859 wurden auch Ganzsachen verausgabt. Der Werteindruck zeigt das Bild des jeweiligen Königs im Doppeloval, oben „SACHSEN“, unten der Wert in Buchstaben, beispielsweise „EIN NEUGROSCHEN“. 1863 war das sächsische Staatswappen im Achteck (½ Neugroschen) bzw. wie gehabt, jetzt mit dem Wappen im Doppeloval.